# 美國商船學院

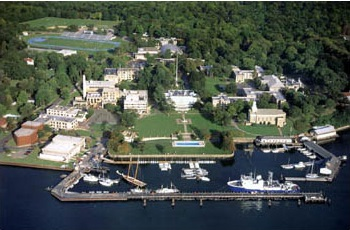

美國商船學院（United States Merchant Marine Academy、USMMA）是美國聯邦軍事院校之一，位於紐約州國王點。美國商船學院設立於1943年。

## 學術
- 根據美國新聞與世界報導，該校在區域性大學北區排名第三名[2]。

## 外部連結
- 官方网站

40°48′44″N 73°45′49″W / 40.8122°N 73.7636°W